# Цагаандэлгэр
Цагаандэлгэр (монг. Цагаандэлгэр) — сомон аймака Дундговь в центральной части Монголии, площадь которого составляет 3 428 км². Численность населения по данным 2007 года составила 1 319 человек.
Центр сомона — посёлок Хараат, расположенный в 147 километрах от административного центра аймака — города Мандалговь и в 210 километрах от столицы страны — Улан-Батора.

## География
Сомон расположен в центральной части Монголии. Граничит с соседними аймаками Говь-Сумбэр и Дорноговь. На территории Цагаандэлгэра располагаются горы Хараат, Замын улаан, Жаргалант.
Из полезных ископаемых в сомоне встречаются строительное сырьё, железная и медная руда, биотит, плавиковый шпат.

## Климат
Климат резко континентальный. Средняя температура января -20 градусов, июля +19-20 градусов. Ежегодная норма осадков — 200 мм.

## Фауна
Животный мир Цагаандэлгэра представлен лисами, волками, манулами, косулями, аргалями, дикими козами, зайцами, тарбаганами.

## Инфраструктура
В сомоне есть школа, больница.